# ريوان أمين
ريوان أمين هو لاعب كرة قدم عراقي. يلعب في مركز الوسط المدافع ولد في يوم 8 كانون الثاني 1996 في مدينة دهوك في العراق، بعمر الـ3 سنوات هاجر مع عائلته إلى هولندا وسكن في مدينة ليوواردن، يلعب حالياً مع نادي دهوك في العراق وسبق له اللعب مع نادي دلكورد، ونادي هيرنفين، ونادي أوسترسوند.

## إحصائيات
آخر تحديث 19 كانون الثاني 2023.
| منتخب العراق | منتخب العراق | منتخب العراق | منتخب العراق |
| السنة        | المباريات    | الأهداف      |              |
| ------------ | ------------ | ------------ | ------------ |
| 2022         | 2            | 0            |              |
| 2023         | 3            | 0            |              |
| المجموع      | 5            | 0            |              |

## الجوائز والإنجازات

### الجماعية
العراق
- كأس الخليج العربي (1): 2023

## روابط خارجية
- ريوان أمين على موقع اتحاد السويد (السويدية)
- ريوان أمين على موقع قاعدة بيانات كرة القدم.إي يو (الإنجليزية)
- ريوان أمين على موقع Soccerway.com (الإنجليزية)